# Banchan

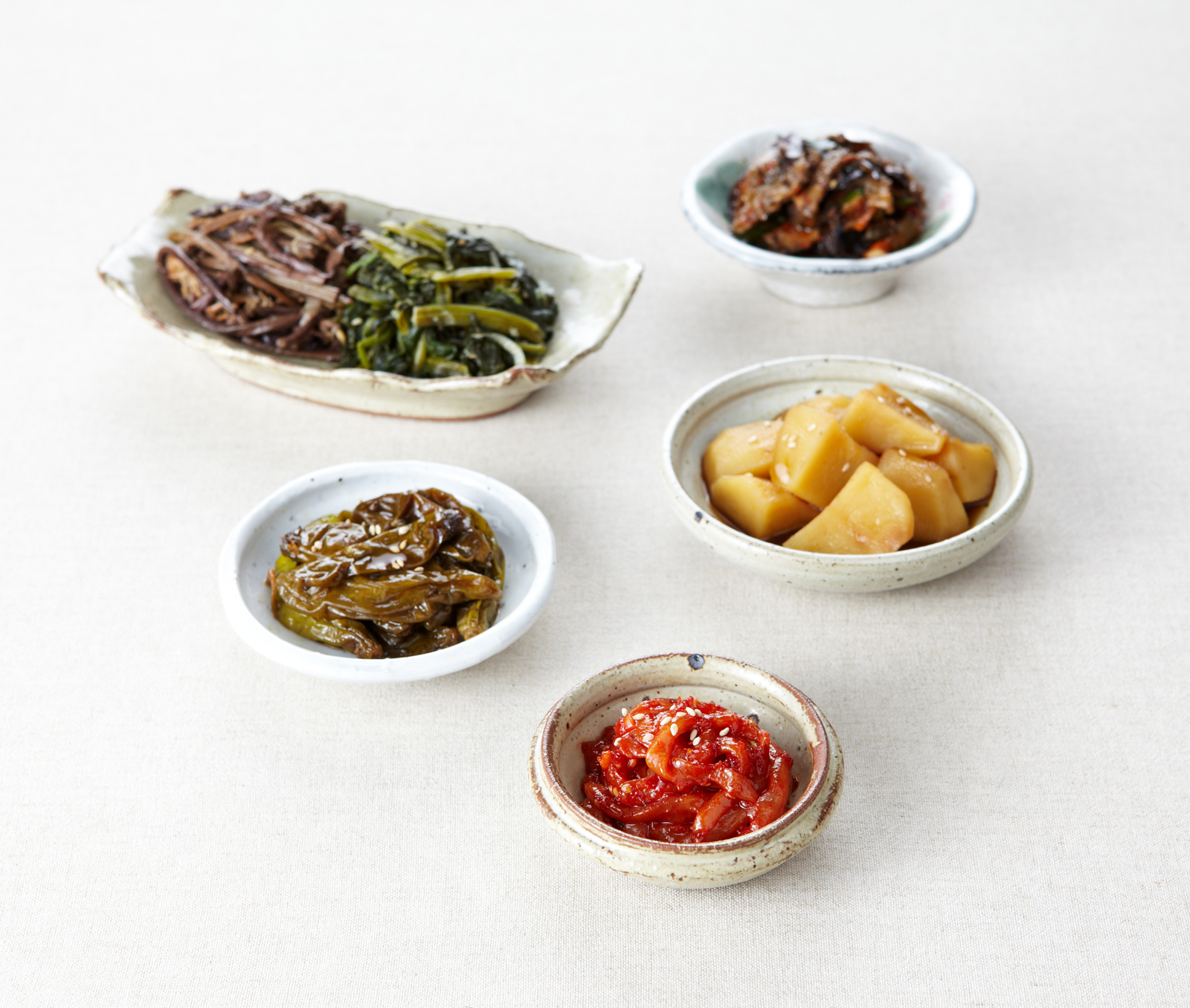
banchan

Banchan (Hangul: 반찬;hanja: 飯饌; Pronúncia: /ˈbɑːntʃɑːn/; também escrito panch an) são pequenos pratos de comida servidos junto com arroz cozido na cozinha coreana. Esta palavra é usada tanto no singular quanto no plural. A palavra banchan traduzida significa "acompanhamento".
A configuração básica da mesa para uma refeição chamada 'bansang' (반상) geralmente consiste de bap (밥, arroz cozido), guk ou tang (sopa), gochujang ou ganjang, jjigae e kimchi. De acordo com o número de banchan adicionado, a configuração da mesa é chamada de 3 cheop (삼첩), 5 cheop (오첩), 7 cheop (칠첩), 9 cheop (구첩), 12 cheop (십이첩) bansang, com 12 cheop sendo utilizada na cozinha imperial da Coreia.
Banchan são posicionados no meio da mesa da refeição. No centro da mesa fica o prato principal secundário, como galbi ou bulgogi, e um pote de jjigae compartilhado. Tigelas de arroz cozido e guk (sopa) são servidas individualmente. Banchan são servidos em pequenas porções, que devem ser concluído em cada refeição e repostos durante a refeição se não forem suficientes. Geralmente, quanto mais formal a refeição, mais banchan na mesa. A província coreana de Jeolla é particularmente famosa por servir muitas variedades diferentes de banchan em uma única refeição.

## Variedades

### Kimchi

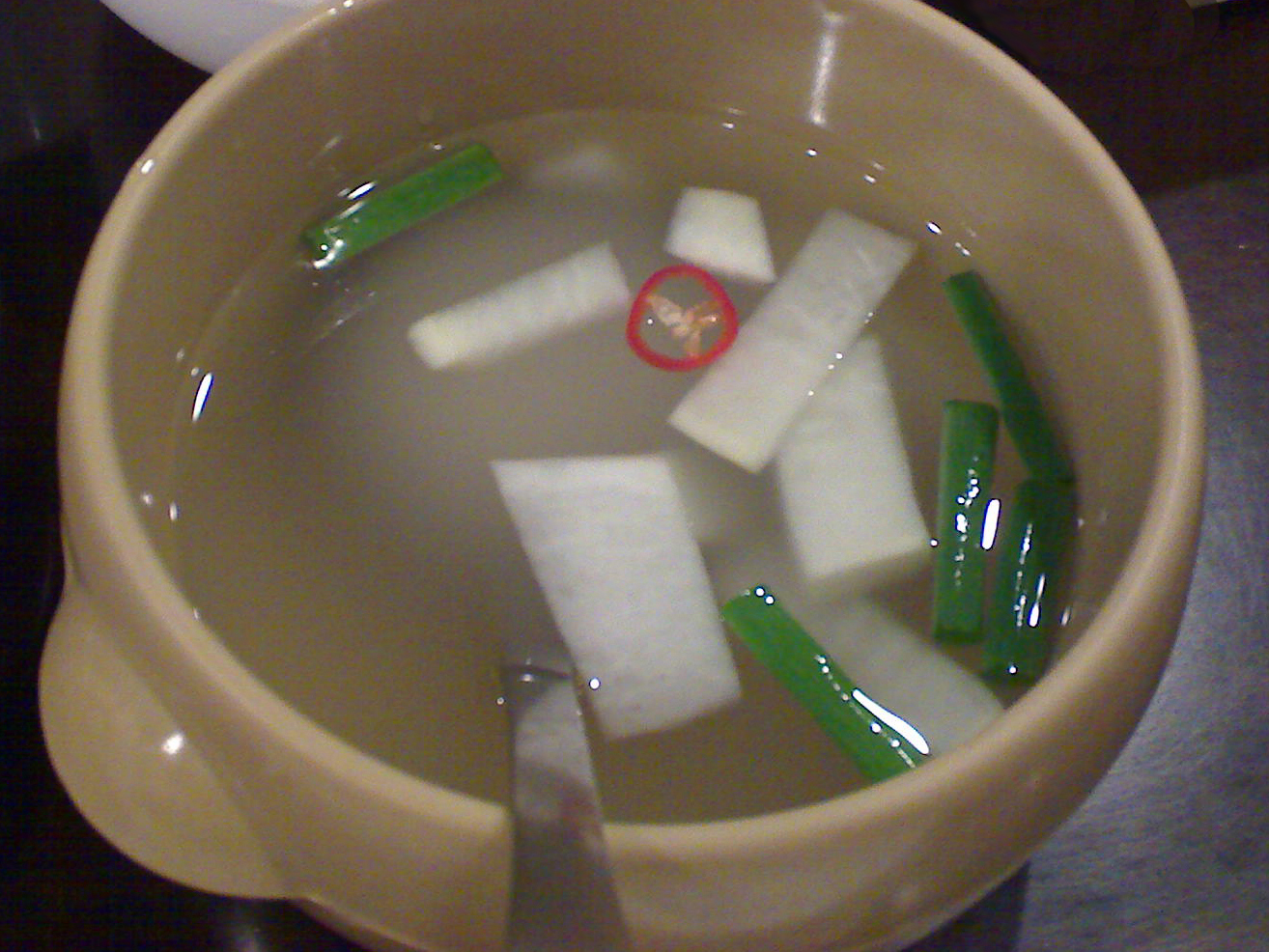
Dongchimi (동치미).

Kimchi são vegetais fermentados, geralmente baechu, temperado com pimentas chili e sal. Este é o banchan essencial de uma refeição coreana padrão Kimchi e pode ser feito com outros legumes e verduras, incluindo alho-poró,gat (갓) e rabanete (무; mu).
| Nome            | Nome coreano | Descrição |
| --------------- | ------------ | --- |
| Nabak kimchi    | 나박김치     | Kimchi aguado, com baechu e mu menos picantes. |
| Dongchimi       | 동치미       | Variedades de vegetais em salmoura. Nabak kimchi e dongchimi são referidos como mul kimchi (물김치), literalmente "kimchi de água".                                     |
| Geotjeori       | 겉절이       | Kimchi frescos, para serem comidos crocantes, sem fermentar. Geralmente feito com baechu e alface.                                                                      |
| Kkakdugi        | 깍두기       | Um kimchi feito com cubos de mu (rabanete branco). |
| Oi sobagi       | 오이 소박이  | Kimchi de pepinos recheados com chili, cebolinhas e buchu. |
| Chonggak kimchi | 총각김치     | Mu com tempero de pimenta. |
| Yeolmu kimchi   | 열무김치     | Kimchi de rabanetes pequenos de verão, que podem ser preparados com ou sem jeotgal fermentado.                                                                          |
| Pa kimchi       | 파김치       | Kimchi de cebolinha salgado e picante, temperado com muito myeolchijeot, a versão coreana de anchovas salgadas.                                                         |
| Gat kimchi      | 갓김치       | Folha de mostarda-castanha com pó de pimenta vermelha e um gosto amargo forte. Myeolchijeot e arroz glutinoso são adicionados para reduzir a picância e o sabor amargo. |

### Namul

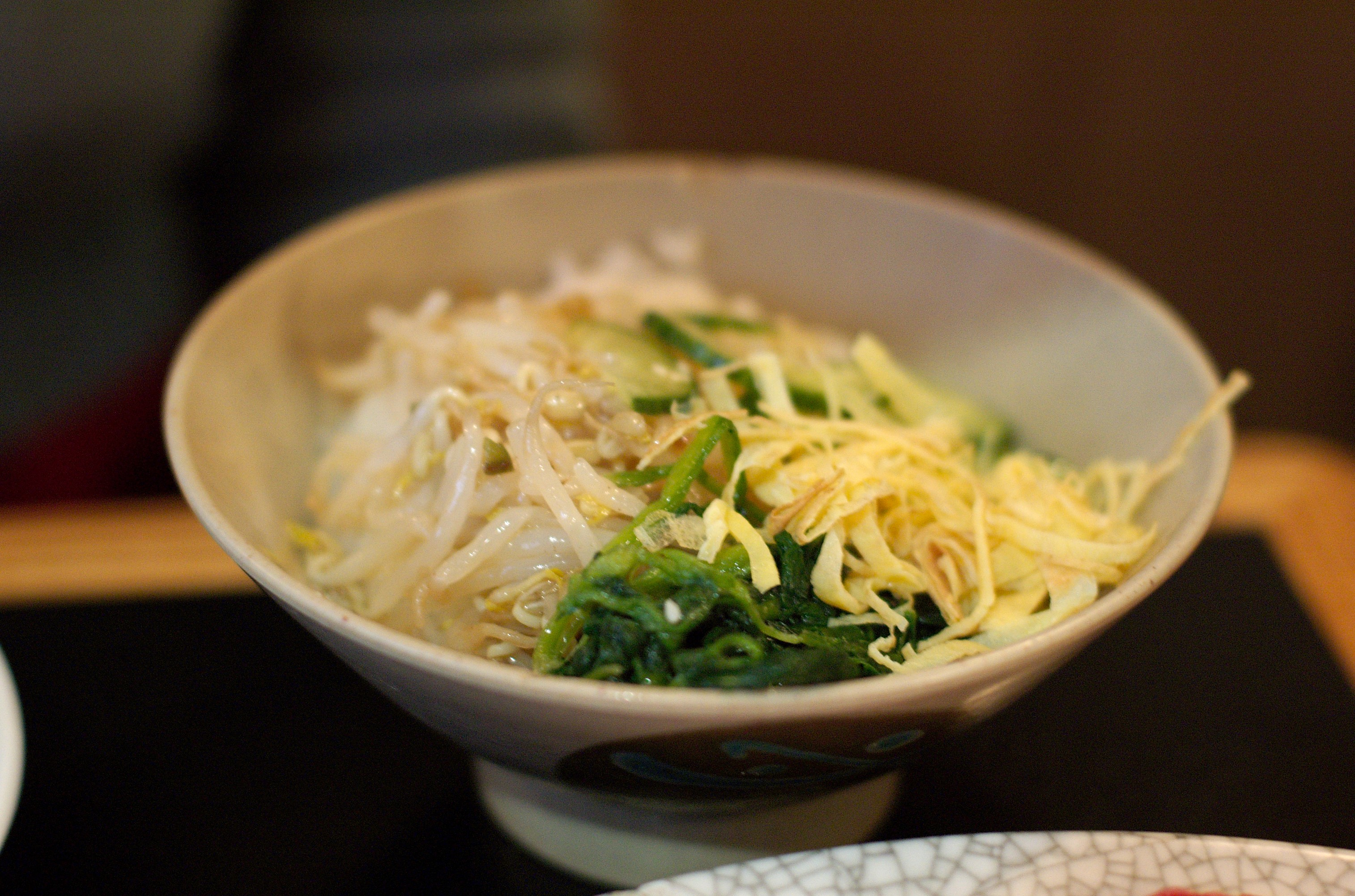
Diversos namul.

Namul (나물) se referem a legumes cozidos, marinados ou fritos e geralmente temperados com óleo de gergelim, sal, vinagre, alho picado, cebolinha picada, pimentas secas e molho de soja.

### Bokkeum
Bokkeum (볶음) é um prato frito com molho, como o kimchi bokkeum, um kimchi frito com carne de porco; jeyook bokkeum, carne de porco frita com molho de pasta de pimenta chili; e nakji bokkeum, polvo frito em molho picante de gochujang.

### Jorim
Jorim é um prato cozido em um caldo temperado. Exemplos são o dubu-jorim, de tofu cozido em molho de soja diluído com alho e cebolinha, e jang-jorim, de carne bovina em molho de soja.

### Jjim
Jjim é um prato cozido no vapor, como o gyeran jjim (ovos mexidos e temperados) e saengseon jjim (peixe cozido).

### Jeon
Jeon é uma variedade de prato frita na panela, como uma panqueca. Pajeon são jeons com cebolinha; gamjajeon, com batatas; e saengseon, com pequenas porções de peixe empanado.